# Liste der Sonderkraftfahrzeuge der Wehrmacht
Die nachstehende Liste der Sonderkraftfahrzeuge der Wehrmacht (kurz: Sd.Kfz.) enthält eine Auswahl der für die deutsche Wehrmacht entwickelten und gefertigten militärischen Kraftfahrzeuge, die eine sogenannte Sonderkraftfahrzeugnummer erhielten. Es handelt sich hierbei um Halbketten-, Ketten- und Panzerfahrzeuge, die bis zum Ende des Zweiten Weltkriegs für die Wehrmacht in Serie gebaut wurden.
Nach dem Ende des Zweiten Weltkrieges hat die Bundeswehr diese Nomenklatur nicht übernommen.
- Siehe auch: Sonderkraftfahrzeug und Halbkettenfahrzeug

## Systematik und Nummernkreise bei der Wehrmacht
Für die Logistik zur Beschaffung, zur Zuteilung und für Wartung wurde darauf geachtet die Fahrzeuge nach Klassen und Nummernkreise zu gliedern. In der Praxis sind wiederholte Kollisionen dieser Zuordnungen vorgekommen. Ergänzend zu den Sonderkraftfahrzeugen hier ein Überblick der Systematik:

### Sd.Kfz. Nummernkreis
Der Nummerkreis dieser Liste betrifft die sogenannten Sonderkraftfahrzeuge (Sd. Kfz.). Nur ein Teil der Sonderkraftfahrzeuge zählt zu den Radfahrzeugen der Wehrmacht, weil darunter auch etliche Kettenfahrzeuge sind. Zur Liste ein Überblick der Grobeinteilung:
- Sd.Kfz. 1 – Sd.Kfz. 99: ungepanzerte Sonderfahrzeuge
- Sd.Kfz. 100 – Sd.Kfz. 199: Kampfpanzer
- Sd.Kfz. 200 – Sd.Kfz. 299: Späh- und Schützenpanzer, Beobachtungspanzer, Panzerbefehlswagen
- Sd.Kfz. 300 und höhere Nummern: Fahrzeuge für bestimmte Aufgaben
- ohne Nummern: Prototypen und Beutefahrzeuge

- Siehe auch: Liste von Kettenfahrzeugen der Wehrmacht und Liste von Radfahrzeugen der Wehrmacht

### Weitere Fahrzeugsystematiken der Wehrmacht
Weitere Nummernkreise siehe unten auf dieser Seite, Abschnitt:  → Weitere Nummernkreise zu Fahrzeugen der Wehrmacht

### Bezeichnungen und Abkürzungen
Die Wehrmacht nutzte zur Dokumentation und für die logistischen Aufzeichnungen ein System von Bezeichnungen für Fahrzeuge. Dieses Bezeichnungssystem erlaubte die eindeutige Identifizierung für Einzelfahrzeuge und Fahrzeuggruppen. Für viele dieser Bezeichnungen sind Abkürzungen bekannt, bei denen schon geringe Abweichungen von der normierten Schreibweise problematisch sein können. Dies gilt insbesondere auch für Leerstellen und die Groß- und Kleinschreibung von Buchstaben in diesen Bezeichnungen und Abkürzungen.

## Nr. 1 bis 99: Kettenkrafträder, Zugkraftwagen (leicht, schwer) etc.
| Kfz.-Nr. | Bezeichnung                                                                          | Abkürzung                  | Verwendung/Bemerkung/Bild                                          |
| -------- | ------------------------------------------------------------------------------------ | -------------------------- | ------------------------------------------------------------------ |
| 1        | Geschützkraftwagen 7,7-cm-Kraftwagen 19 Krupp/Daimler                                | Sd.Kfz. 1                  | Nummer später gestrichen                                           |
| 2        | Zugmaschine Krupp/Daimler                                                            | Nummer später neu vergeben |                                                                    |
| 2        | kleines Kettenkraftrad                                                               | Sd. Kfz. 2                 | Nummer ab 1940 vergeben                                            |
| 2/1      | kleines Kettenkraftrad für Feldfernkabel                                             | Sd. Kfz. 2/1               |                                                                    |
| 2/2      | kleines Kettenkraftrad für schweres Feldkabel                                        | Sd. Kfz. 2/2               |                                                                    |
| 3        | gepanzerter Kraftwagen                                                               |                            | Nummer später neu vergeben                                         |
| 3        | Gleiskettenkraftwagen 2 t, offen (Maultier)                                          | Sd. Kfz. 3                 | ab 1943 neu vergeben                                               |
| 3a       | Gleiskettenkraftwagen 2 t, offen (Maultier) Opel-Blitz Typ 3,6–36 S SSM              | Sd. Kfz. 3a                |                                                                    |
| 3b       | Gleiskettenkraftwagen 2 t, offen (Maultier) Ford Typ V 3000 S / SSM                  | Sd. Kfz. 3b                |                                                                    |
| 3c       | Gleiskettenkraftwagen 2 t, offen (Maultier) Magirus Typ S 3000 / SSM                 | Sd. Kfz. 3c                |                                                                    |
| 3/4      | Gleiskettenkraftwagen 2 t (Maultier) Ford Typ V 3000 S / SSM                         | Sd. Kfz. 3/4               |                                                                    |
| 3/5      | Gleisketten-Lkw. 4,5 to Maultier Mercedes-Benz Typ L 4500 R                          | Sd. Kfz. 3/5               | - Mit Einheitsfahrerhaus                                           |
| 4/1      | 15 cm Panzerwerfer 42                                                                | Sd. Kfz. 4/1               |                                                                    |
| 5        | Betriebsstoffkesselkraftwagen mit Fahrgestell des m. gl. Lkw. (o)                    | Sd. Kfz. 5                 |                                                                    |
| 6        | mittlerer Zugkraftwagen 5 t (Sd. Kfz. 6) mit Pionieraufbau                           | Sd. Kfz. 6                 |                                                                    |
| 6/1      | mittlerer Zugkraftwagen 5 t (Sd. Kfz. 6/1) mit Artillerieaufbau                      | Sd. Kfz. 6/1               | - Typ KM l 4 / BN l 4 - Typ BN l 8 / DB l 8 - Typ BN 9 - Typ BN 9b |
| 6/2      | Selbstfahrlafette (Sd. Kfz. 6/2), Fahrgestell des m. Zgkw. 5 t mit 3,7 cm Flak 36    | Sd. Kfz. 6/2               |                                                                    |
| 6/3      | 7,62 cm F. K. (r) auf gepanzerter Selbstfahrlafette                                  | Sd. Kfz. 6/3               |                                                                    |
| 7        | mittlerer Zugkraftwagen 8 t (Sd. Kfz. 7)                                             | Sd. Kfz. 7                 | - Typ KM m 8 / DB m 8 - Typ KM m 11 / HL m 11                      |
| 7/1      | Selbstfahrlafette (Sd. Kfz. 7/1), Fahrgestell des m. Zgkw. 8 t mit 2 cm Flakvierling | Sd. Kfz. 7/1               |                                                                    |
| 7/2      | Selbstfahrlafette (Sd. Kfz. 7/2), Fahrgestell des m. Zgkw. 8 t mit 3,7 cm Flak 36    | Sd. Kfz. 7/2               |                                                                    |
| 7/3      | Feuerleitpanzerfahrzeug für V-2 Raketen auf Zugkraftwagen 8 t                        | Sd. Kfz. 7/3               |                                                                    |
| 7/6      | Flakmesstruppenkraftwagen (Sd. Kfz. 7/6)                                             | Sd. Kfz. 7/6               |                                                                    |
| 8        | schwerer Zugkraftwagen 12 t (Sd. Kfz. 8)                                             | Sd. Kfz. 8                 | - Typ DB s 7 - Typ DB 9 - Typ DB 10                                |
| 9        | schwerer Zugkraftwagen 18 t (Sd. Kfz. 9)                                             | Sd. Kfz. 9                 |                                                                    |
| 9        | 8.8 cm Flak 18 (Selbstfahrlafette) auf Zugkraftwagen 18 t                            | Sd. Kfz. 9                 |                                                                    |
| 9/1      | Drehkrankraftwagen (Sd. Kfz. 9/1) (Hebekraft 6t)                                     | Sd. Kfz. 9/1               |                                                                    |
| 9/2      | Drehkrankraftwagen (Sd. Kfz. 9/2) (Hebekraft 10t)                                    | Sd. Kfz. 9/2               |                                                                    |
| 9/6      | schwerer Zugkraftwagen 18t mit Seilwinde 40 t (Sd. Kfz. 9/6)                         | Sd. Kfz. 9/6               |                                                                    |
| 10       | leichter Zugkraftwagen 1 t (Sd. Kfz. 10)                                             | Sd. Kfz. 10                |                                                                    |
| 10/1     | Gasspürerkraftwagen (Sd. Kfz. 10/1) mit Fahrgestell des le. Zgkw. 1 t                | Sd. Kfz. 10/1              |                                                                    |
| 10/2     | leichter Entgiftungskraftwagen (Sd. Kfz. 10/2) mit Fahrgestell des le. Zgkw. 1 t     | Sd. Kfz. 10/2              |                                                                    |
| 10/3     | leichter Sprühkraftwagen (Sd. Kfz. 10/3) mit Fahrgestell des le. Zgkw. 1 t           | Sd. Kfz. 10/3              |                                                                    |
| 10/4     | Selbstfahrlafette (Sd. Kfz. 10/4), Fahrgestell des le. Zgkw. 1 t mit 2 cm Flak 30    | Sd. Kfz. 10/4              |                                                                    |
| 10/5     | Selbstfahrlafette (Sd. Kfz. 10/5), Fahrgestell des le. Zgkw. 1 t mit 2 cm Flak 38    | Sd. Kfz. 10/5              |                                                                    |
| 11       | leichter Zugkraftwagen 3 t (Sd. Kfz. 11)                                             | Sd. Kfz. 11                |                                                                    |
| 11/1     | Nebelkraftwagen (Sd. Kfz. 11/1) mit Fahrgestell des le. Zgkw. 3 t                    | Sd. Kfz. 11/1              |                                                                    |
| 11/2     | mittlerer Entgiftungskraftwagen (Sd. Kfz. 11/2) mit Fahrgestell des le. Zgkw. 3 t    | Sd. Kfz. 11/2              |                                                                    |
| 11/3     | mittlerer Sprühkraftwagen (Sd. Kfz. 11/3) mit Fahrgestell des le. Zgkw. 3 t          | Sd. Kfz. 11/3              | - Fahrgestell des l. Zgkw 3 t - Fahrgestell des m. Zgkw 3 t        |
| 11/4     | Nebelkraftwagen (Sd. Kfz. 11/4) mit Fahrgestell des le. Zgkw. 3 t                    | Sd. Kfz. 11/4              |                                                                    |
| 11/5     | schwerer Nebelkraftwagen (Sd. Kfz. 11/5) mit Fahrgestell des le. Zgkw. 3 t           | Sd. Kfz. 11/5              |                                                                    |

## Nr. 100 bis 199: Kampfpanzer, Selbstfahrlafetten, Sturmgeschütze etc.
| Kfz.-Nr. | Bezeichnung                                                                 | Abkürzung                                               | Verwendung/Bemerkung/Bild                        |
| -------- | --------------------------------------------------------------------------- | ------------------------------------------------------- | ------------------------------------------------ |
| 101      | Panzerkampfwagen I Ausführung A                                             | Sd. Kfz. 101                                            |                                                  |
| 101      | Panzerkampfwagen I Ausführung B                                             | Sd. Kfz. 101                                            |                                                  |
| 101      | Panzerkampfwagen I Ausführung C                                             | Sd. Kfz. 101                                            |                                                  |
| 101      | Panzerkampfwagen I Ausführung F                                             | Sd. Kfz. 101                                            |                                                  |
| 111      | Gepanzerter Munitionsschlepper auf Panzerkampfwagen I                       | Sd. Kfz. 111                                            |                                                  |
| 121      | Panzerkampfwagen II Ausführung a                                            | Pz. Kpfw. II (Ausf. a) Sd. Kfz. 121                     |                                                  |
| 121      | Panzerkampfwagen II Ausführung b                                            | Pz. Kpfw. II (Ausf. b) Sd. Kfz. 121                     |                                                  |
| 121      | Panzerkampfwagen II Ausführung c                                            | Pz. Kpfw. II (Ausf. c) Sd. Kfz. 121                     |                                                  |
| 121      | Panzerkampfwagen II Ausführung A                                            | Pz. Kpfw. II (Ausf. A) Sd. Kfz. 121                     |                                                  |
| 121      | Panzerkampfwagen II Ausführung B                                            | Pz. Kpfw. II (Ausf. B) Sd. Kfz. 121                     |                                                  |
| 121      | Panzerkampfwagen II Ausführung C                                            | Pz. Kpfw. II (Ausf. C) Sd. Kfz. 121                     |                                                  |
| 121      | Panzerkampfwagen II Ausführung D                                            | Pz. Kpfw. II (Ausf. D) Sd. Kfz. 121                     |                                                  |
| 121      | Panzerkampfwagen II Ausführung E                                            | Pz. Kpfw. II (Ausf. E) Sd. Kfz. 121                     |                                                  |
| 121      | Panzerkampfwagen II Ausführung F                                            | Pz. Kpfw. II (Ausf. F) Sd. Kfz. 121                     |                                                  |
| 121      | Panzerkampfwagen II Ausführung G                                            | Pz. Kpfw. II (Ausf. G) Sd. Kfz. 121                     |                                                  |
| 121      | Panzerkampfwagen II Ausführung J                                            | Pz. Kpfw. II (Ausf. J) Sd. Kfz. 121                     |                                                  |
| 122      | Panzerkampfwagen II (Flamm)                                                 | Sd. Kfz. 122                                            |                                                  |
| 123      | Panzerspähwagen II (2 cm Kw. K. 38) (Sd. Kfz. 123)                          | Pz. Sp. Wg. II (2 cm Kw. K 38) (Sd. Kfz. 123)           |                                                  |
| 124      | leichte Feldhaubitze 18/2 (Sf.) auf Gw. II (Sd. Kfz. 124)                   | Sd. Kfz. 124                                            |                                                  |
| 128      | Panzerkampfwagen II (5cm KwK 39 L/60)                                       | Sd. Kfz. 128                                            |                                                  |
| 131      | Panzerjäger II, 7,5 cm Pak 40/2 (Sd. Kfz. 131)                              | Pz. J. II (7,5 cm Pak 40/2) (Sd. Kfz. 131)              |                                                  |
| 132      | Panzerjäger II, 7,62 cm Pak 36 (Sd. Kfz. 132)                               | Pz. J. II (7,62 cm Pak 36) (Sd. Kfz. 132)               |                                                  |
| 135      | Panzerjäger Lorraine (f), 7,5 cm Pak 40/1 (Sd. Kfz. 135)                    | Sd. Kfz. 135                                            |                                                  |
| 135/1    | schwere Feldhaubitze 13/1 (Sf.) auf Gw. Lorraine (f) (Sd. Kfz. 135/1)       | Sd. Kfz. 135/1                                          |                                                  |
| 136      | Bergepanzerwagen 38                                                         | Sd. Kfz. 136                                            |                                                  |
| 138      | Panzerjäger 38, 7,5 cm Pak 40/3 (Sd. Kfz. 138)                              | Pz. J. 38 (7,5 cm Pak 40/3) (Sd. Kfz. 138)              |                                                  |
| 138/1    | schweres Infanteriegeschütz 33/1 (Sf.) auf Gw. 38 (Sd. Kfz. 138/1)          | Sd. Kfz. 138/1                                          |                                                  |
| 138/2    | Jagdpanzer 38                                                               | Sd. Kfz. 138/2                                          |                                                  |
| 139      | Panzerjäger 38, 7,62 cm Pak 36 (Sd. Kfz. 139)                               | Pz. J. 38 (7,62 cm Pak 36) (Sd. Kfz. 139)               |                                                  |
| 140      | Flakpanzer 38 (2 cm) Ausf. L                                                | Sd. Kfz. 140                                            |                                                  |
| 140/1    | Aufklärungspanzer 38 (2 cm)                                                 | Sd. Kfz. 140/1                                          |                                                  |
| 141      | Panzerkampfwagen III (Ausführung A) 3,7 cm 36 L/45 (Sd. Kfz. 141)           | Pz. Kpfw. III (Ausf. A) 3,7 cm 36 L/45 (Sd. Kfz. 141)   |                                                  |
| 141      | Panzerkampfwagen III (Ausführung B) 3,7 cm 36 L/45 (Sd. Kfz. 141)           | Pz. Kpfw. III (Ausf. B) 3,7 cm 36 L/45 (Sd. Kfz. 141)   |                                                  |
| 141      | Panzerkampfwagen III (Ausführung C) 3,7 cm 36 L/45 (Sd. Kfz. 141)           | Pz. Kpfw. III (Ausf. C) 3,7 cm 36 L/45 (Sd. Kfz. 141)   |                                                  |
| 141      | Panzerkampfwagen III (Ausführung D) 3,7 cm 36 L/45 (Sd. Kfz. 141)           | Pz. Kpfw. III (Ausf. D) 3,7 cm 36 L/45 (Sd. Kfz. 141)   |                                                  |
| 141      | Panzerkampfwagen III (Ausführung E) 3,7 cm 36 L/45 (Sd. Kfz. 141)           | Pz. Kpfw. III (Ausf. E) 3,7 cm 36 L/45 (Sd. Kfz. 141)   |                                                  |
| 141      | Panzerkampfwagen III (Ausführung E) 5 cm 38 L/42 (Sd. Kfz. 141)             | Pz. Kpfw. III (Ausf. E) 5 cm 38 L/42 (Sd. Kfz. 141)     |                                                  |
| 141      | Panzerkampfwagen III (Ausführung F) 5 cm 38 L/42 (Sd. Kfz. 141)             | Pz. Kpfw. III (Ausf. F) 5 cm 38 L/42 (Sd. Kfz. 141)     |                                                  |
| 141      | Panzerkampfwagen III (Ausführung G) 5 cm 38 L/42 (Sd. Kfz. 141)             | Pz. Kpfw. III (Ausf. G) 5 cm 38 L/42 (Sd. Kfz. 141)     |                                                  |
| 141      | Panzerkampfwagen III (Ausführung H) 5 cm 38 L/42 (Sd. Kfz. 141)             | Pz. Kpfw. III (Ausf. G) 5 cm 38 L/42 (Sd. Kfz. 141)     |                                                  |
| 141      | Panzerkampfwagen III (Ausführung J) 5 cm 38 L/42 (Sd. Kfz. 141)             | Pz. Kpfw. III (Ausf. J) 5 cm 38 L/42 (Sd. Kfz. 141)     |                                                  |
| 141/1    | Panzerkampfwagen III (Ausführung L) 5 cm 39 L/60 (Sd.Kfz. 141/1)            | Pz. Kpfw. III (Ausf. L) 5 cm 39 L/60 (Sd. Kfz. 141/1)   |                                                  |
| 141/1    | Panzerkampfwagen III (Ausführung M) 5 cm 39 L/60 (Sd.Kfz. 141/1)            | Pz. Kpfw. III (Ausf. L) 5 cm 39 L/60 (Sd. Kfz. 141/1)   |                                                  |
| 141/2    | Panzerkampfwagen III (Ausführung N) 7,5 cm 37 L/24 (Sd. Kfz. 141/2)         | Pz. Kpfw. III (Ausf. N) 7,5 cm 37 L/24 (Sd. Kfz. 141/2) |                                                  |
| 141/3    | Panzerkampfwagen III (Flamm)                                                | Sd. Kfz. 141/3                                          |                                                  |
| 142      | gepanzerte Selbstfahrlafette (Ausführung A) für Sturmgeschütz 7,5 cm Kanone | Sd. Kfz. 142                                            |                                                  |
| 142      | gepanzerte Selbstfahrlafette (Ausführung B) für Sturmgeschütz 7,5 cm Kanone | Sd. Kfz. 142                                            |                                                  |
| 142      | gepanzerte Selbstfahrlafette (Ausführung C) für Sturmgeschütz 7,5 cm Kanone | Sd. Kfz. 142                                            |                                                  |
| 142      | gepanzerte Selbstfahrlafette (Ausführung D) für Sturmgeschütz 7,5 cm Kanone | Sd. Kfz. 142                                            |                                                  |
| 142      | gepanzerte Selbstfahrlafette (Ausführung E) für Sturmgeschütz 7,5 cm Kanone | Sd. Kfz. 142                                            |                                                  |
| 142/1    | 7,5 cm Sturmgeschütz 40 (Ausführung F) (Sd. Kfz. 142/1)                     | Sd. Kfz. 142/1                                          |                                                  |
| 142/1    | 7,5 cm Sturmgeschütz 40 (Ausführung F8) (Sd. Kfz. 142/1)                    | Sd. Kfz. 142/1                                          |                                                  |
| 142/1    | 7,5 cm Sturmgeschütz 40 (Ausführung G) (Sd. Kfz. 142/1)                     | 7,5 cm Stu. Gesch. 40 (Sd. Kfz. 142/1)                  |                                                  |
| 142/2    | 10,5 cm Sturmhaubitze 42                                                    | Sd. Kfz. 142/2                                          |                                                  |
| 143      | Panzerbeobachtungswagen III                                                 | Sd. Kfz. 143                                            |                                                  |
| 144      | Bergepanzerwagen III                                                        | Sd. Kfz. 144                                            |                                                  |
| 161      | Panzerkampfwagen IV (Ausführung A) 7,5 cm 37 L/24 (Sd. Kfz. 161)            | Pz. Kpfw. IV (Ausf. A) 7,5 cm 37 L/24 (Sd. Kfz. 161)    |                                                  |
| 161      | Panzerkampfwagen IV (Ausführung B) 7,5 cm 37 L/24 (Sd. Kfz. 161)            | Pz. Kpfw. IV (Ausf. B) 7,5 cm 37 L/24 (Sd. Kfz. 161)    |                                                  |
| 161      | Panzerkampfwagen IV (Ausführung C) 7,5 cm 37 L/24 (Sd. Kfz. 161)            | Pz. Kpfw. IV (Ausf. C) 7,5 cm 37 L/24 (Sd. Kfz. 161)    |                                                  |
| 161      | Panzerkampfwagen IV (Ausführung D) 7,5 cm 37 L/24 (Sd. Kfz. 161)            | Pz. Kpfw. IV (Ausf. D) 7,5 cm 37 L/24 (Sd. Kfz. 161)    |                                                  |
| 161      | Panzerkampfwagen IV (Ausführung E) 7,5 cm 37 L/24 (Sd. Kfz. 161)            | Pz. Kpfw. IV (Ausf. E) 7,5 cm 37 L/24 (Sd. Kfz. 161)    |                                                  |
| 161      | Panzerkampfwagen IV (Ausführung F₁) 7,5 cm L/24 37 (Sd. Kfz. 161)           | Pz. Kpfw. IV (Ausf. F₁) 7,5 cm 37 L/24 (Sd. Kfz. 161)   |                                                  |
| 161/1    | Panzerkampfwagen IV (Ausführung F₂) 7,5 cm 40 L/43 (Sd. Kfz. 161/1)         | Pz. Kpfw. IV (Ausf. F₂) 7,5 cm 40 L/43 (Sd. Kfz. 161/1) |                                                  |
| 161/1    | Panzerkampfwagen IV (Ausführung G) 7,5 cm 40 L/43 (Sd. Kfz. 161/1)          | Pz. Kpfw. IV (Ausf. G) 7,5 cm 40 L/43 (Sd. Kfz. 161/1)  |                                                  |
| 161/2    | Panzerkampfwagen IV (Ausführung H) 7,5 cm 40 L/48 (Sd. Kfz. 161/2)          | Pz. Kpfw. IV (Ausf. H) 7,5 cm 40 L/48 (Sd. Kfz. 161/2)  |                                                  |
| 161/2    | Panzerkampfwagen IV (Ausführung J) 7,5 cm 40 L/48 (Sd. Kfz. 161/2)          | Pz. Kpfw. IV (Ausf. J) 7,5 cm 40 L/48 (Sd. Kfz. 161/2)  |                                                  |
| 161/3    | Flakpanzer IV (3,7 cm Flak 43)                                              | Sd. Kfz. 161/3                                          |                                                  |
| 161/4    | Flakpanzer IV (2 cm Flakvierling 38) Wirbelwind                             | Sd. Kfz. 161/4                                          |                                                  |
| 162      | Jagdpanzer IV Ausf. F                                                       | Sd. Kfz. 162                                            |                                                  |
| 162/1    | Panzer IV/70 (A) & (V)                                                      | Sd. Kfz. 162/1                                          |                                                  |
| 164      | 8,8 cm Panzerjäger 43-1 (L-71) Hornisse (Sd. Kfz. 164)                      | Sd. Kfz. 164                                            | später umbenannt in Nashorn                      |
| 165      | schwere Feldhaubitze 18/1 (Sf.) auf Gw. IV (Sd. Kfz. 165)                   | Sd. Kfz. 165                                            | auch genannt Hummel                              |
| 165/1    | leichte Feldhaubitze 18/1 (Sf.) auf Gw. IVb (Sd. Kfz. 165/1)                | le. F. H. 18/1 (Sf.) auf Gw. IVb (Sd. Kfz. 165/1)       |                                                  |
| 166      | Sturmpanzer IV                                                              | Sd. Kfz. 166                                            |                                                  |
| 167      | Sturmgeschütz IV für Sturmkanone 40 (L/48)                                  | Sd. Kfz. 167                                            |                                                  |
| 171      | Panzerkampfwagen Panther (Ausführung D) 7,5 cm 42 L-70 (Sd. Kfz. 171)       | Sd. Kfz. 171                                            |                                                  |
| 171      | Panzerkampfwagen Panther (Ausführung A) 7,5 cm 42 L-70 (Sd. Kfz. 171)       | Sd. Kfz. 171                                            |                                                  |
| 171      | Panzerkampfwagen Panther (Ausführung G) 7,5 cm 42 L-70 (Sd. Kfz. 171)       | Sd. Kfz. 171                                            |                                                  |
| 172      | Panzerkampfwagen V Panther II                                               | Sd. Kfz. 172                                            |                                                  |
| 173      | 8,8 cm Panzerjäger (L/71) Jagdpanther                                       | Sd. Kfz. 172                                            |                                                  |
| 179      | Bergepanther                                                                | Sd. Kfz. 179                                            |                                                  |
| 181      | Panzerkampfwagen Tiger (8,8 cm 36 L-56) (Sd. Kfz. 181)                      | Sd. Kfz. 181                                            |                                                  |
| 182      | Panzerkampfwagen Tiger (Ausführung B) 8,8 cm 43 L/71 (Sd. Kfz. 182)         | Sd. Kfz. 182                                            |                                                  |
| 184      | 8,8 cm Panzerjäger 43-2 (L-71) Tiger (P) (Sd. Kfz. 184)                     | Sd. Kfz. 184                                            | erst Ferdinand, nach Kampfwertsteigerung Elefant |
| 185      | 8,8 cm Panzerjäger (L/71) Jagdtiger                                         | Sd. Kfz. 185                                            |                                                  |
| 186      | 12,8 cm Panzerjäger (L/55) Jagdtiger                                        | Sd. Kfz. 186                                            |                                                  |

## Nr. 200 bis 299: Panzerspähwagen, Schützenpanzerwagen, Funkpanzer etc.
| Kfz.-Nr. | Bezeichnung                                                                                       | Abkürzung                | Verwendung/Bemerkung/Bild                             |
| -------- | ------------------------------------------------------------------------------------------------- | ------------------------ | ----------------------------------------------------- |
| 221      | leichter Panzerspähwagen (Sd. Kfz. 221) mit Einheitsfahrgestell I für s. Pkw.                     | Sd. Kfz. 221             |                                                       |
| 222      | leichter Panzerspähwagen (Sd. Kfz. 222) mit Einheitsfahrgestell I für s. Pkw.                     | Sd. Kfz. 222             |                                                       |
| 223      | leichter Panzerspähwagen (Sd. Kfz. 223) mit Einheitsfahrgestell I für s. Pkw.                     | Sd. Kfz. 223             |                                                       |
| 231      | schwerer Panzerspähwagen (Sd. Kfz. 231) mit Fahrgestell I des l. gl. Lkw. (o)                     | Sd. Kfz. 231             |                                                       |
| 231      | schwerer Panzerspähwagen (Sd. Kfz. 231) (8 Rad)                                                   | Sd. Kfz. 231             |                                                       |
| 232      | schwerer Panzerspähwagen (Fu) (Sd. Kfz. 232) mit Fahrgestell des l. gl. Lkw. (o)                  | Sd. Kfz. 232             |                                                       |
| 232      | schwerer Panzerspähwagen (Sd. Kfz. 232) (8 Rad Einheitswagen)                                     | Sd. Kfz. 232             |                                                       |
| 233      | schwerer Panzerspähwagen 7,5 cm (Sd. Kfz. 233)                                                    | Sd. Kfz. 233             |                                                       |
| 234/1    | schwerer Panzerspähwagen 2 cm (Sd. Kfz. 234/1)                                                    | Sd. Kfz. 234/1           |                                                       |
| 234/2    | schwerer Panzerspähwagen 5 cm (Sd. Kfz. 234/2)                                                    | Sd. Kfz. 234/2           |                                                       |
| 234/3    | schwerer Panzerspähwagen 7,5 cm (Sd. Kfz. 234/3)                                                  | Sd. Kfz. 234/3           |                                                       |
| 234/4    | schwerer Panzerspähwagen 7,5 cm (Sd. Kfz. 234/4)                                                  | Sd. Kfz. 234/4           |                                                       |
| 247      | schwerer geländegängiger gepanzerter Personenkraftwagen (Sd. Kfz. 247)                            | Sd. Kfz. 247             |                                                       |
| 250/1    | leichter Schützenpanzerwagen (Sd. Kfz. 250/1)                                                     | Sd. Kfz. 250/1           | - Ausf. A - Ausf. B                                   |
| 250/2    | leichter Fernsprechpanzerwagen (Sd. Kfz. 250/2)                                                   | Sd. Kfz. 250/2           |                                                       |
| 250/3    | leichter Funkpanzerwagen (Sd. Kfz. 250/3)                                                         | Sd. Kfz. 250/3           |                                                       |
| 250/4    | leichter Truppenluftschutzpanzerwagen (Sd. Kfz. 250/4)                                            | Sd. Kfz. 250/4           |                                                       |
| 250/5    | leichter Beobachtungspanzerwagen (Sd. Kfz. 250/5)                                                 | Sd. Kfz. 250/5           |                                                       |
| 250/6    | leichter Munitionspanzerwagen (Sd. Kfz. 250/6)                                                    | Sd. Kfz. 250/6           |                                                       |
| 250/7    | leichter Schützenpanzerwagen (schwerer Granatwerfer) (Sd. Kfz. 250/7)                             | Sd. Kfz. 250/7           |                                                       |
| 250/8    | leichter Schützenpanzerwagen (7,5 cm) (Sd. Kfz. 250/8)                                            | Sd. Kfz. 250/8           |                                                       |
| 250/9    | leichter Schützenpanzerwagen (2 cm) (Sd. Kfz. 250/9)                                              | Sd. Kfz. 250/9           |                                                       |
| 250/10   | leichter Schützenpanzerwagen (3,7 cm Pak) (Sd. Kfz. 250/10)                                       | Sd. Kfz. 250/10          |                                                       |
| 250/11   | leichter Schützenpanzerwagen (schwere Panzerbüchse 41) (Sd. Kfz. 250/11)                          | Sd. Kfz. 250/11          |                                                       |
| 250/12   | leichter Messtrupppanzerwagen (Sd. Kfz. 250/12)                                                   | Sd. Kfz. 250/12          |                                                       |
| 251      | mittlerer gepanzerter Kraftwagen (Sd. Kfz. 251) mit Fahrgestell des le. Zgkw. 3 t                 | Sd. Kfz. 251             | - Ausf. A - Ausf. B - Ausf. C - Ausf. D               |
| 251/1    | mittlerer Schützenpanzerwagen (MG, s. MG, s. WG 40, Munitionstransport)                           | Sd. Kfz. 251/1           |                                                       |
| 251/2    | mittlerer Schützenpanzerwagen (Granatwerfer)                                                      | Sd. Kfz. 251/2           |                                                       |
| 251/3    | mittlerer Schützenpanzerwagen (I. G.)                                                             | Sd. Kfz. 251/3           | Ende 1942 gestrichen                                  |
| 251/3    | mittlerer Funkpanzerwagen                                                                         | Sd. Kfz. 251/3           |                                                       |
| 251/4    | mittlerer Schützenpanzerwagen (I. G. Mun)                                                         | Sd. Kfz. 251/4           | ab 1943: mittlerer Schützenpanzerwagen (I. G.)        |
| 251/5    | mittlerer Schützenpanzerwagen (Pi.)                                                               | Sd. Kfz. 251/5           |                                                       |
| 251/6    | mittlerer Kommandopanzerwagen                                                                     | Sd. Kfz. 251/6           |                                                       |
| 251/7    | mittlerer Pionierpanzerwagen                                                                      | Sd. Kfz. 251/7           |                                                       |
| 251/8    | mittlerer Krankenpanzerwagen                                                                      | Sd. Kfz. 251/8           |                                                       |
| 251/9    | mittlerer Schützenpanzerwagen (7,5 cm L/24)                                                       | Sd. Kfz. 251/9           |                                                       |
| 251/10   | mittlerer Schützenpanzerwagen (3,7 cm Pak)                                                        | Sd. Kfz. 251/10          |                                                       |
| 251/11   | mittlerer Fernsprechpanzerwagen                                                                   | Sd. Kfz. 251/11          |                                                       |
| 251/12   | mittlerer Messtrupp- und Gerätepanzerwagen                                                        | Sd. Kfz. 251/12          |                                                       |
| 251/13   | mittlerer Schallaufnahmepanzerwagen                                                               | Sd. Kfz. 251/13          |                                                       |
| 251/14   | mittlerer Schallauswertepanzerwagen                                                               | Sd. Kfz. 251/14          |                                                       |
| 251/15   | mittlerer Lichtauswertepanzerwagen                                                                | Sd. Kfz. 251/15          |                                                       |
| 251/16   | mittlerer Flammpanzerwagen                                                                        | Sd. Kfz. 251/16          |                                                       |
| 251/17   | mittlerer Schützenpanzerwagen (2 cm) in Schwebelafette                                            | Sd. Kfz. 251/17          |                                                       |
| 251/18   | mittlerer Beobachtungspanzerwagen                                                                 | Sd. Kfz. 251/18          |                                                       |
| 251/19   | mittlerer Fernsprechbetriebspanzerwagen                                                           | Sd. Kfz. 251/19          |                                                       |
| 251/20   | mittlerer Schützenpanzerwagen (UHU)                                                               | Sd. Kfz. 251/20          |                                                       |
| 251/21   | mittlerer Schützenpanzerwagen (M.G. 151/20 Drilling)                                              | Sd. Kfz. 251/21          |                                                       |
| 251/22   | mittlerer Schützenpanzerwagen (7,5 cm Pak)                                                        | Sd. Kfz. 251/22          |                                                       |
| 251/23   | mittlerer Schützenpanzerwagen (2 cm)                                                              | Sd. Kfz. 251/23          |                                                       |
| 252      | leichter gepanzerter Munitionstransportkraftwagen (Sd. Kfz. 252) mit Fahrgestell für l. Zgkw. 1 t | Sd. Kfz. 252             |                                                       |
| 253      | leichter gepanzerter beobachtungskraftwagen (Sd. Kfz. 253) mit Fahrgestell für le. Zgkw. 1 t      | Sd. Kfz. 253             |                                                       |
| 254      | mittlerer gepanzerter Beobachtungskraftwgen (Sd. Kfz. 254) mit Räder-Kettenfahgestell RK 7        | Sd. Kfz. 254             |                                                       |
| 254      | Instandsetzungskraftwagen (Sd. Kfz. 254) mit Räder-Kettenfahrgestell RK 7                         | Inst. Kw. (Sd. Kfz. 254) |                                                       |
| 260      | kleiner Panzerfunkwagen (Sd. Kfz. 260) mit Einheitsfahrgestell I für s. Pkw.                      | Sd. Kfz. 260             |                                                       |
| 261      | kleiner Panzerfunkwagen (Sd. Kfz. 261) mit Einheitsfahrgestell I für s. Pkw.                      | Sd. Kfz. 261             |                                                       |
| 263      | Panzerfunkwagen (Sd. Kfz. 263) mit Fahrgestell des l. gl. Lkw. (o)                                | Sd. Kfz. 263             | ab August 1940: Panzerfunkwagen (6 Rad)               |
| 263      | Panzerfunkwagen (Sd. Kfz. 263) (8 Rad)                                                            | Sd. Kfz. 263             |                                                       |
| 265      | kleiner Panzerbefehlswagen (Sd. Kfz. 265)                                                         | Sd. Kfz. 265             |                                                       |
| 266      | Panzerbefehlswagen (Sd. Kfz. 266)                                                                 | Sd. Kfz. 266             | mit FuG 6 und FuG 2, Leitung der gepanzerten Verbände |
| 267      | Panzerbefehlswagen (Sd. Kfz. 267)                                                                 | Sd. Kfz. 267             | mit Fu 5 SE 10 U und Fu 8 SE 30 U                     |
| 268      | Panzerbefehlswagen (Sd. Kfz. 268)                                                                 | Sd. Kfz. 268             | mit Fu 5 SE 10 U und Fu 7 SE 20 U                     |
| 280      | gepanzerter Munitionsschlepper (Sd. Kfz. 280)                                                     | Sd. Kfz. 280             | auch als Sonderschlepper III bezeichnet               |

## Nr. 300 bis 304: Sprengpanzer, Funklenkpanzer
| Kfz.-Nr. | Bezeichnung                                         | Abkürzung     | Verwendung/Bemerkung/Bild                    |
| -------- | --------------------------------------------------- | ------------- | -------------------------------------------- |
| 300      | Borgward Minenräumwagen B I                         | Sd. Kfz. 300  |                                              |
| 300      | Borgward Minenräumwagen B II                        | Sd. Kfz. 300  |                                              |
| 300      | schwerer Ladungsträger (Sd. Kfz. 301) Borgward B IV | Sd. Kfz. 300  | - Ausführung A - Ausführung B - Ausführung C |
| 301      | Borgward Schwimm-Minenräumwagen Ente                | Sd. Kfz. 301  |                                              |
| 302      | Leichte Ladungsträger (Sd.Kfz. 302) Goliath         | Sd. Kfz. 302  |                                              |
| 303a     | Leichte Ladungsträger (Sd.Kfz. 303a) Goliath        | Sd. Kfz. 303a |                                              |
| 303b     | Leichte Ladungsträger (Sd.Kfz. 303b) Goliath        | Sd. Kfz. 303b |                                              |
| 304      | Mittlerer Ladungsträger (Sd.Kfz. 304) Springer      | Sd. Kfz. 304  |                                              |

## Weitere Nummernkreise zu Fahrzeugen der Wehrmacht

### Anhänger (Ah.) und Sonderanhänger (Sd. Ah.) Nummernkreis
Ein weiterer Nummerkreis betrifft die sogenannten Anhängefahrzeuge der Wehrmacht. Für die Logistik zur Beschaffung, zur Zuteilung und für Wartung wurde darauf geachtet, die Anhänger nach Klassen und Nummernkreisen einzuteilen. Dies geschah erstmals mit dem am 14. November 1932 herausgegebenen Vorblatt zu H.D.V.428 „Ausrüstungsverzeichnis über die Kraftfahrgeräteausstattung der Einheiten des Reichsheeres (A.K.R.)“, wonach die Benennung sich i. d. R. nach der Zweckbestimmung orientierte.
- Anhänger wurden entsprechend als „Ah.“ (+ Typennummer, z. B.: „Ah. 51“) bezeichnet.
- Sonderanhänger wurden als „Sd. Ah.“ (z. B. „Sd. Ah. 106“) bezeichnet.
- Andere Anhänger erhielten keine Nummer und wurden danach bezeichnet, was sie transportierten (z. B. „CO2 Löschgerät auf Anhängerfahrgestell A 1“).
- Einige bespannte Fahrzeuge (Pferdefuhrwerke) erhielten ebenfalls spezielle Nummern. Vergl. Heeresfeldwagen und Infanteriekarren.[7]

### Kfz. Nummernkreis
Ein weiterer Nummerkreis betrifft die sogenannten Radfahrzeuge der Wehrmacht. Zur Liste ein Überblick der Grobeinteilung, die allerdings nicht 100%ig durchgängig gehandhabt wurde:

### Vskfz. Nummernkreis
Neben den tatsächlich in Serien produzierten Fahrzeugen existierten für Prototypen und Entwicklungsprojekte Benennungen wie Versuchskraftfahrzeug (kurz Vskfz.). Aus Geheimhaltungsgründen wurden diese Nummern kaum genannt oder durch Tarnnamen oder Entwicklungsnummern bei Herstellern ersetzt. Nachfolgend einige der dazu bekannten Nummern:
Bekannt geworden sind folgende Nummern:
| VK.-Nr. | Bezeichnung Abkürzung                                                                                            | Bemerkungen | Verwendung/Bild |
| ------- | --- | --- | --------------- |
| 617     | „Maschinengewehr-Kampfwagen“ Landwirtschaftlicher Schlepper (La. S.) Krupp M. G. Kw. (La. S.) (Vs. Kfz. 617)     | Prototyp für Panzerkampfwagen I, siehe Sd.Kfz.101. Nach anderer Ansicht soll es sich stattdessen um den Prototyp eines dreirädrigen Minenräumfahrzeugs aus dem Jahr 1942 handeln, das von den Firmen Alkett, Krupp und Mercedes-Benz gemeinsam entwickelt worden sei, mit dem Turm eines Panzer I versehen war und im Übrigen starke Ähnlichkeiten mit Entwicklungen der Firma Lauster hatte. Weitere Belege für dieses Ungetüm finden sich nicht. Irgendwelche konkreten Nachweise, wann dieses Fahrzeug konkret gebaut worden sein könnte, fehlen. Der Sinn und Zweck des angeblich vom 1942 bereits völlig veralteten Pz. I übernommenen Drehturms mit MG ist nicht ersichtlich. Ob es sich daher um die Erfindung eines um Absatz seiner Bausätze bemühten Modellbauherstellers handelt, bleibt derzeit offen. |                 |
| 618     | Geschützkampfwagen (7,5 cm) (Vskfz. 618) Gesch. Kw. (7,5 cm) (Vskfz. 618)                                        | auch genannt Begleitwagen (BW), Prototyp des späteren Panzerkampfwagens IV (Sd. Kfz. 161) |                 |
| 619     | Geschützkampfwagen (3,7 cm) (Vskfz. 619) Gesch. Kw. (7,5 cm) (Vskfz. 619)                                        | auch genannt Zugführerwagen (ZW), Prototyp des späteren Panzerkampfwagens III (Sd. Kfz. 141) |                 |
| 620     | kleiner Kettenkraftwagen (Vskfz. 620) kl. K. Kw. (7,5 cm) (Vskfz. 620)                                           | Prototyp für NSU Kettenkrad (Sd. Kfz. 2) |                 |
| 622     | Maschinengewehrkampfwagen (2 cm) Landwirtschaftlicher Schlepper (La. S.) 100 M. G. Kw. (La. S. 100) (Vskfz. 622) | Prototyp des späteren Panzerkampfwagens II (Sd. Kfz. 121) |                 |
| 622     | Panzerkampfwagen IV (7,5 cm) Ausführung A bis D Pz. Kpfw. IV Ausf. A-D (Vskfz. 622)                              | Gemäß den geheimen Vorschriften der Wehrmacht D. 653/1+ (Der Panzerkampfwagen IV (7,5 cm) (Vskfz. 622) Ausführung A bis D, Gerätbeschreibung und Bedienungsanweisung zum Fahrgestell) und der D. 653/2+ (Panzerkampfwagen IV (7,5 cm) (Vskfz. 622) Ausführung A bis C, Ersatzteilliste zum Fahrgestell), wurde die Nummer 622 ebenfalls durch den Panzerkampfwagen IV verwendet. |                 |

### VK Nummernkreis
Vollkettenfahrzeuge ist die korrekte Bezeichnung für die Abkürzung VK. Oftmals wird VK für Versuchskraftfahrzeuge verwendet, was aber falsch ist. Die Abkürzung für die Versuchskraftfahrzeuge ist, wie bereits in der oberen Tabelle angegeben, Vskfz., gemäß den Vorschriften der Wehrmacht.
| VK.-Nr.     | Bezeichnung                                                                 | Bemerkungen | Verwendung/Bild |
| ----------- | --------------------------------------------------------------------------- | --- | --------------- |
| 3.01        | Vollkettenfahrzeug 3 t, Version 01                                          | gepanzerter Munitionsschlepper |                 |
| 3.02        | Vollkettenfahrzeug 3 t, Version 02                                          | gepanzerter Munitionsschlepper |                 |
| 5.01        | Vollkettenfahrzeug 5 t, Version 01                                          | gepanzerter Munitionsschlepper |                 |
| 6.01        | Vollkettenfahrzeug 6 t, Version 01                                          | Panzerkampfwagen I Ausf. C |                 |
| 6.02        | Vollkettenfahrzeug 6 t, Version 02                                          | Panzerkampfwagen I |                 |
| 9.01        | Vollkettenfahrzeug 9 t, Version 01                                          | Panzerkampfwagen II Ausf. G |                 |
| 9.03        | Vollkettenfahrzeug 9 t, Version 03                                          | Panzerkampfwagen II |                 |
| 13.01       | Vollkettenfahrzeug 13 t, Version 01                                         | Panzerkampfwagen II |                 |
| 13.03       | Vollkettenfahrzeug 13 t, Version 03                                         | Panzerkampfwagen II Ausf. L Luchs |                 |
| 13.03       | Vollkettenfahrzeug 13 t, Version 05                                         | Panzerkampfwagen II Ausf. L Flakpanzer |                 |
| 16.01       | Vollkettenfahrzeug 16 t, Version 01                                         | Panzerkampfwagen II Ausf. J |                 |
| 16.02       | Vollkettenfahrzeug 16 t, Version 02                                         | Gefechtsaufklärer Leopard |                 |
| 18.01       | Vollkettenfahrzeug 16 t, Version 02                                         | Panzerkampfwagen I Ausf. F |                 |
| 18.02       | Vollkettenfahrzeug 18 t, Version 01 bis Vollkettenfahrzeug 28 t, Version 02 | Panzerkampfwagen I |                 |
| 20.01 (DB)  | Vollkettenfahrzeug 20 t, Version 01 (Daimler-Benz)                          | Panzerkampfwagen ZW 40 (Zugführerwagen 40) |                 |
| 20.01 (K)   | Vollkettenfahrzeug 20 t, Version 01 (Krupp)                                 | Panzerkampfwagen Konzept |                 |
| 20.01 (M)   | Vollkettenfahrzeug 20 t, Version 01 (MAN)                                   | Panzerkampfwagen Konzept |                 |
| 20.02 (M)   | Vollkettenfahrzeug 20 t, Version 02 (MAN)                                   | Panzerkampfwagen Konzept |                 |
| 26.01       | Vollkettenfahrzeug 26 t, Version 01                                         | Panzerkampfwagen Leopard |                 |
| 28.01       | Vollkettenfahrzeug 28 t, Version 01                                         | Panzerprojekt für 28-Tonnen-Mehrzweckpanzer |                 |
| 30.01 (H)   | Vollkettenfahrzeug 30 t, Version 01, Henschel                               | Henschel-Entwurf für einen 30-Tonnen „Durchbruchspanzer“. 2 Prototypen gebaut, spätere Weiterverwendung für Projekt-Panzerselbstfahrlafette für 12,8-cm-Kanone 40                                           |                 |
| 30.01 (P)   | Vollkettenfahrzeug 30 t, Version 01, Porsche                                | Porsche-Entwurf für einen 30-Tonnen-Panzer |                 |
| 30.01 (DB)  | Vollkettenfahrzeug 30 t, Version 01, Daimler-Benz                           | Daimler-Benz-Entwurf für einen 30-Tonnen-Panzer |                 |
| 30.02 (DB)  | Vollkettenfahrzeug 30 t, Version 02, Daimler-Benz                           | Daimler-Benz-Entwurf für einen 30-Tonnen-Panzer. Beauftragt 1942, später zugunsten eines Entwurfes von MAN gestrichen.                                                                                      |                 |
| 30.02 (M)   | Vollkettenfahrzeug 30 t, Version 02, MAN                                    | ein MAN-Entwurf für einen 30-Tonnen-Panzer, später bekannt als Panzerkampfwagen V Panther |                 |
| 30.02 (Rhm) | Vollkettenfahrzeug 30 t, Version 02, Rheinmetall                            | Panzerkampfwagen Konzept |                 |
| 36.01 (H)   | Vollkettenfahrzeug 36 t, Version 01, Henschel                               | Entwurfsüberarbeitung von Henschel für VK 30.01 (H) mit verstärkter Panzerung und erweiterter Bewaffnung |                 |
| 45.01 (H)   | Vollkettenfahrzeug 45 t, Version 01, Henschel                               | Henschel Projekt mit Nachfolge Tiger I aka Panzerkampfwagen VI Tiger, Intern bezeichnet als Tiger 2, woraufhin der späte Tiger, Tiger B, Tiger 2, Königstiger intern zeitweise als Tiger 3 bezeichnet wurde |                 |
| 45.01 (P)   | Vollkettenfahrzeug 45 t, Version 01, Porsche                                | Porsche-Gegenentwurf zu Henschel VK 45.01 (H), das Chassis wurde später für das Panzerprojekt Panzerjäger Tiger (P) weitergenutzt                                                                           |                 |
| 45.02 (H)   | Vollkettenfahrzeug 45 t, Version 02, Henschel                               | Tiger II Prototyp von Henschel |                 |
| 45.02 (P)   | Vollkettenfahrzeug 45 t, Version 02, Porsche                                | Tiger-II-Porsche-Gegenentwurf (nur Pläne) zu Henschel VK 45.02 (H) |                 |
| 45.03 (H)   | Vollkettenfahrzeug 45 t, Version 03, Henschel                               | Henschel Panzerprojekt Tiger III |                 |
| 65.01       | Vollkettenfahrzeug 65 t, Version 01                                         | Henschels schweres Panzerprojekt |                 |
| 70.01 (K)   | Vollkettenfahrzeug 70 t, Version 01, Krupp                                  | |                 |
| 100         | Vollkettenfahrzeug 100 t                                                    | auch als E 100 bezeichnet |                 |